# Bohumil Váňa
Bohumil Váňa (Praag, 17 januari 1920 - aldaar, 4 november 1989) was een Tsjecho-Slowaaks tafeltennisser. Hij werd in zijn leven dertien keer wereldkampioen, waarvan twee keer in het enkelspel, drie keer in het dubbelspel, drie keer in het gemengd dubbel en vijf keer met de nationale ploeg in het landentoernooi.
In 1993 werd Váňa opgenomen in de ITTF Hall of Fame.

## Sportieve loopbaan
Váňa stond in Wembley 1935 voor het eerst in zijn leven in een WK-finale, waarin hij met de Tsjechoslowaakse ploeg verloor van de Hongaren. Twee jaar later won hij voor het eerst goud, toen hij samen met Vera Votrubcová in Baden 1937 het gemengd dubbelspel won. In de finale versloegen ze hun landgenoten Stanislav Kolář en Marie Kettnerová, die allebei al eens wereldkampioen enkelspel waren geworden. Samen met Votrubcova won Váňa de gemengd dubbel-titel in Caïro 1939 nog eens, nadat ze in de finale van Wembley 1938 samen gestrand waren op het Hongaars/Engelse koppel László Bellak/Wendy Woodhead. Váňa moest vervolgens tot Wenen 1951 wachten voor hij aan de zijde van Angelica Rozeanu nog een WK gemengd dubbel won. In de drie voorgaande jaren moest hij iedere keer genoegen nemen met zilver.
Váňa won zijn eerste enkelspeltitel in 1938 door in de finale regerend wereldkampioen Richard Bergmann te verslaan. Nadat hij zijn wereldtitel het jaar daarop in de halve finale verloor, moest hij tot 1947 wachten op een herkansing. Van 1940 tot en met 1946 werden er geen wereldkampioenschappen gehouden in verband met de Tweede Wereldoorlog. In Parijs was het wel weer meteen raak voor Váňa. In de finale had de Hongaar Ferenc Sidó geen verweer tegen zijn spel. Hoewel de Tsjech daarna nog twee keer de enkelspelfinale haalde, stokte zijn aantal titels in deze discipline op twee. In Wembley 1948 trof hij in de eindstrijd opnieuw Bergmann, maar die trok ditmaal aan het langste eind. Een jaar later veroordeelde Johnny Leach hem tot het zilver.
Váňa zou tussen 1935 en 1955 deelnamen aan in totaal twaalf WK's, waarop hij bijna iedere keer in zowel het enkelspel, dubbelspel, gemengd dubbel als ploegentoernooi uitkwam. Alleen in 1935 en in Boekarest 1953 liet hij het toernooi voor gemengd dubbels varen.
De Tsjechoslowaak stierf op zijn 69e aan strottenhoofdkanker, terwijl hij nooit een roker was geweest.

## Erelijst
- Wereldkampioen enkelspel 1938 en 1947, plus twee keer verliezend finalist
- Wereldkampioen dubbelspel 1947 (met Adolf Šlár), 1948 (met Ladislav Štípek) en 1951 (met Ivan Andreadis), plus één keer verliezend finalist
- Wereldkampioen gemengd dubbel 1937, 1939 (beide met Vera Votrubcová) en 1951 (met Angelica Rozeanu), plus vier keer verliezend finalist
- Winnaar WK landenploegen 1939, 1947, 1948, 1950 en 1951 (met Tsjechoslowakije), plus drie keer verliezend finalist